# El Celler de Can Roca

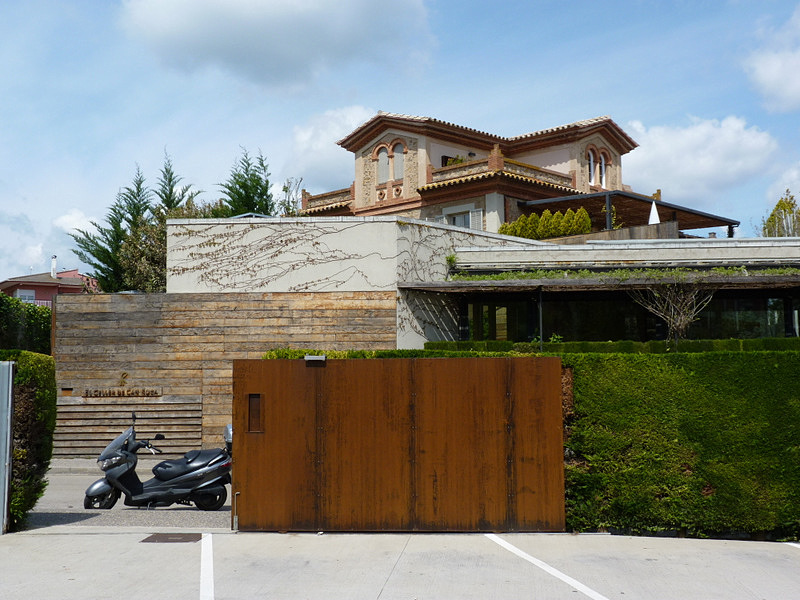
El Celler de Can Roca.

El Celler de Can Roca är en restaurang i Girona i Katalonien i Spanien, som invigdes 1986 av bröderna Roca – Joan, Josep och Jordi. Restaurangen har tre stjärnor i Guide de Michelin, och har rankats på topp fem av världens bästa restauranger från 2009 till 2014. År 2015 utsågs man till världens bästa restaurang.
El Celler de Can Roca var först belägen intill föräldrarnas restaurang El restaurante de Can Roca, men flyttade till ett specialbyggt hus 2007.  